# Olympische Sommerspiele 1972/Teilnehmer (Mali)
| Gelbes Symbol für Goldmedaillen mit stilisierten Olympischen Ringen | Graues Symbol für Silbermedaillen mit stilisierten Olympischen Ringen | Braundes Symbol für Bronzemedaillen mit stilisierten Olympischen Ringen |
| ------------------------------------------------------------------- | --------------------------------------------------------------------- | ----------------------------------------------------------------------- |
| —                                                                   | —                                                                     | —                                                                       |

Mali nahm bei den Olympischen Sommerspielen 1972 in München zum dritten Mal an Olympischen Spielen teil. Das Land entsandte drei Sportler.

## Teilnehmer nach Sportarten

### Leichtathletik
- Namakoro Niaré
Diskuswurf: 13.

### Judo
- Raymond Coulibaly
Mittelgewicht: 33.
- Hamadi Camara
Halbschwergewicht: 19.